# Rhabdomastix (Rhabdomastix) tantilla
Rhabdomastix (Rhabdomastix) tantilla is een tweevleugelige uit de familie steltmuggen (Limoniidae). De soort komt voor in het Neotropisch gebied.